# جورج ويلش
جورج ويلش (بالإنجليزية: George Welch)‏ هو ضابط أمريكي، ولد في 10 مايو 1918 في Wawaset Park, Wilmington, Delaware ‏ في الولايات المتحدة، وتوفي في 12 أكتوبر 1954 في بالمديل في الولايات المتحدة.